# Якунино (Вологодский район)
Якунино — деревня в Вологодском районе Вологодской области.
Входит в состав Майского сельского поселения (с 1 января 2006 года по 8 апреля 2009 года входила в Гончаровское сельское поселение), с точки зрения административно-территориального деления — в Гончаровский сельсовет.
Расстояние до районного центра Вологды по автодороге — 38 км, до центра муниципального образования Майского по прямой — 20 км. Ближайшие населённые пункты — Блиново, Корякино, Поляны, Слободища, Ламаниха, Семигоры, Илекино.
По переписи 2002 года население — 7 человек.